# Otto Kuhler
Otto August Kuhler (Remscheid, 1894 - Denver, 1977) est un designer industriel, graveur et peintre américain d'origine allemande. L'un des designers industriels les plus connus des chemins de fer américains, il aurait vendu plus de locomotives et de wagons que Paul Philippe Cret, Henry Dreyfuss et Raymond Loewy réunis.
Ses concepts étendus pour la modernisation des chemins de fer américains ont des répercussions sur les chemins de fer du monde entier jusqu'à aujourd'hui. En outre, il était un artiste prolifique de l'esthétique industrielle et de l'Ouest américain en général.

## Biographie

### Jeunesse et débuts en Allemagne
Otto Kuhler naît le 31 juillet 1894 à Remscheid, près d'Essen, en Allemagne,. Otto est l'unique héritier de l'entreprise métallurgique allemande de sa famille, Forges Kuhler, fondée par son grand-père en 1782. En 1920, il épouse la Belge Simmone Gillot, avec qui il a un fils, Renaldo Kuhler, plus tard illustrateur scientifique,.
Il commence l'illustration de trains tôt puisqu'il est chargé d'illustrer un catalogue de locomotives à vapeur à 19 ans, et son dessin de carrosserie envoyé à Kathe & Soehne pour un châssis Mercedes lui permet de  remporter une médaille d'or en 1913,.
Kuhler participe à la première Guerre mondiale au sein de l'armée allemande puis étudie la gravure à l'eau-forte à l'Académie des beaux-arts de Düsseldorf.
Il travaille comme styliste à Berlin et conçoit des décors de cinéma pour le film muet Der Tunnel,,. Kuhler devient ensuite rédacteur en chef adjoint du magazine Der Motor, puis dessine les carrosseries de voitures pour Snutsel Pére & Fils à Bruxelles et pour d'autres constructeurs automobiles européens, dont un roadster de 1914 pour Fiat,.
L'entreprise et la fortune de sa famille étant ruinées, Otto Kuhler décide de partir, notamment grâce aux conseils de son ami, le graveur américain Joseph Pennell, et il émigre aux États-Unis en 1923.

### Carrière aux États-Unis
Otto Kuhler gagne sa vie comme graveur commercial à Pittsburgh jusqu'à obtenir la nationalité américaine en 1928. Il ouvre un studio à New York la même année pour promouvoir un design plus aérodynamique du matériel ferroviaire. Il travaille pour J. G. Brill Company, où il conçoit des trains et des chariots ; notamment un chariot frontal lisse appelé Brill Bullet en 1931.
La même année, l'American Locomotive Company (ALCO) l'affecte à son service de publicité, puis l'année suivante, il devient consultant en design. Kuhler conçoit l'extérieur et tout l'intérieur (jusqu'aux draperies) des quatre locomotives Hiawatha (en) que lance ALCO en 1935 pour la route de Milwaukee.

Logo du Baltimore and Ohio Herald.

Il travaille ensuite pour Baltimore and Ohio Railroad (B & O) Railroad en tant que directeur artistique du magazine B & O Herald, dont il développe le logotype. Lorsque B & O se tourne vers l'aérodynamisme, il conçoit une locomotive à vapeur à nez en forme de balle, connue sous le nom de « type Kuhler », pour le B&O’s Royal Blue train de la ligne Washington-New York. Raymond Loewy (FIDSA) a d'ailleurs imité cette locomotive pour son moteur S-1 présenté à l'Exposition Universelle de New York 1939-1940. Pour B & O, Kuhler conçoit également des bus fabriqués par White Motor Company pour transporter des passagers à Manhattan à partir du New Jersey.
Kuhler a caréné plus de locomotives et de wagons que Loewy, Paul Cret et Henry Dreyfuss, FIDSA réunis.

### L'après-guerre
Après le début de la Seconde Guerre mondiale, son accent allemand devient un handicap dans les affaires et il abandonne le travail indépendant.
En 1944, Otto Kuhler travaille pour American Car & Foundry, où il développe des traverses à deux niveaux et des voitures de métro, mais il est licencié en 1947.
Il se retire dans un ranch près de Pine (en), dans le Colorado, où il peint des tableaux représentant l'Ouest. Il expose dans des musées et élève du bétail.
Kuhler s'installe à Santa Fe (Nouveau-Mexique) en 1969, puis à Denver en 1976. Il y meurt le 5 août 1977.

## Œuvre

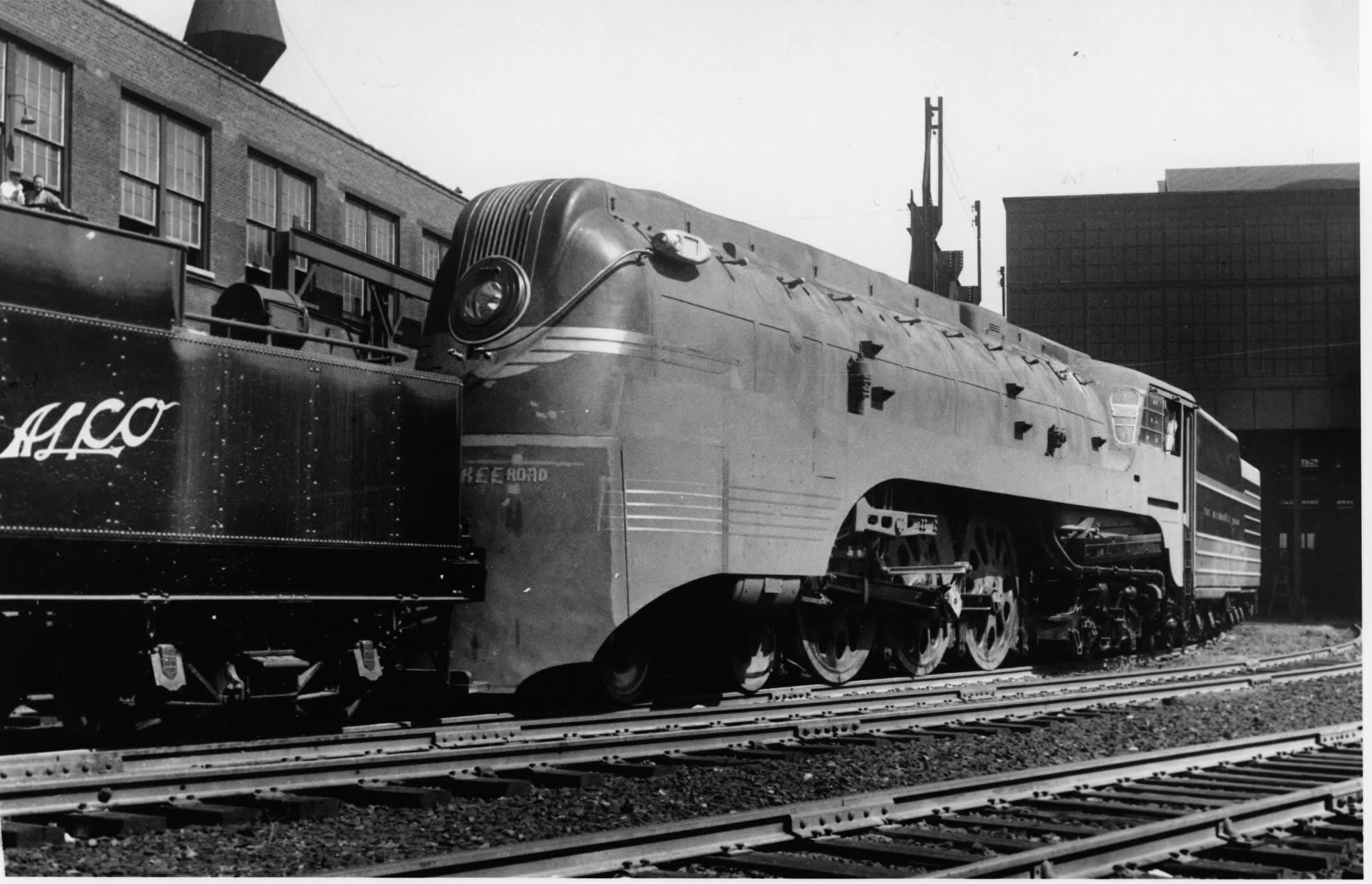
La locomotive fuselée ALCO 4-6-4 class F7, dessinée par Otto Kuhler pour la route de Milwaukee.

Les estampes d'Otto Kuhler, enthousiaste de la technologie, sont un pont entre l'art et l'industrie : ses eaux-fortes, très bien exécutées, « célébrant une puissance technique et industrielle précise ». Elles ont eu du succès et plusieurs locomotives ont été réalisées à partir de ses compositions, notamment la Hiawatha (utilisé en 1935), première locomotive à vapeur profilée construite de toutes pièces en Amérique, et devenu le service de passagers le plus rapide au monde. Cela a marqué le début de la prochaine phase de sa carrière en tant que concepteur industriel à succès.
Ses autres œuvres notables sont la voiture d'observation Beaver Tail, qui a fait sensation ; les locomotives de passagers de classe F7 fuselées de deuxième génération de la route de Milwaukee ; et l'ALCO DL-109, prédécesseur des locomotives diesel ALCO PA de renommée mondiale.

## Conservation
Musées et autres institutions
- Musée des Beaux-Arts de San Francisco[6]
- Brooklyn Museum[7]
- New Mexico Museum of Art[8]
- Colorado Railroad Museum (en)[9]
- Westmoreland Museum of American Art (en)[10]
- The Frick Collection[11]
- University of Missouri–St. Louis (en)[12]
- Université de Pittsburgh[13]
- Bibliothèque publique de Denver (en)[14]

Collection privées
- The Bruce & Barbara Feldacker Labor Art Collection : deux eaux-fortes : Iron Horse in the Making (1928) et Boiler Room (1929)[15]